# György Kovács (scriitor)
György (Deneș) Kovács (n. 27 aprilie 1911, Cușmed, România – d. 22 octombrie 1990, Târgu Mureș, România) a fost un scriitor și un demnitar comunist român de origine maghiară.

## Scriitor (selecție)

### Povestiri
- Emberarcok (Brașov, 1928)
- Erdélyi tél (1938)
- Bűnügy (București, 1956)
- Dali Jóska rózsája (Târgu Mureș, 1957)
- Krisztina és a halálraítélt (Târgu Mureș, 1959)
- Falusi kaland (București, 1961)
- Leányok kertek alatt (București, 1963)
- Bánat és bor (București, 1966)
- Kozmáné szép asszony (București, 1969)

### Romane
- Varjak a falu felett (Brașov, 1934)
- A tűz kialszik (București, 1934)
- A vörös szamár (Târgu Mureș, 1940)
- Aranymező (1942)
- Árnyék a völgyben (Târgu Mureș, 1946)
- Boszorkány (Târgu Mureș, 1946)
- Foggal, körömmel (Cu ghearele și cu dinții) (1949)
- A bokréta (Buchetul, Târgu Mureș, 1955)
- Ozsdola leánya (Fata din Ojdula, București, 1959)
- Katonasír (Târgu Mureș, 1960)
- Kristófék kincse (Târgu Mureș, 1960)
- Sánta lelkek (București, 1961)
- Pletykafészek (București, 1962)
- Kergető szelek (București, 1964)
- A ki nem mondott szó (București, 1964)
- Hínár (București, 1965)
- Döglött gránát (București, 1970)
- Pusztulás (București, 1971)

### Reportaje
- Békülő Erdély (București, 1947)
- A szabadság útján (despre ceangăii din Moldova, București, 1950)
- Miből lett a cserebogár? (București, 1977)[5]

### Publicistică politică
- Nemzetiségre való tekintet nélkül (București, 1952)

### Cărți de călătorii
- Világ fénylő reménye (București, 1953)
- Csatangolások a világban (București, 1968)

## Premii
- Laureat al Premiului de Stat (1951)[6]
- Ordinul „23 August” clasa a IV-a (12 august 1959) „pentru merite deosebite în opera de construire a socialismului”[7]
- Medalia „40 de ani de la înființarea Partidului Comunist din Romînia” (6 mai 1961) „pentru merite în activitatea de partid și întărirea regimului democrat-popular”[8]
- Ordinul „Steaua Republicii Populare Romîne” clasa a II-a (18 august 1964) „pentru merite deosebite în opera de construire a socialismului, cu prilejul celei de a XX-a aniversări a eliberării patriei”[9]
- Ordinul „Tudor Vladimirescu” clasa a III-a (30 aprilie 1966) „cu prilejul celei de-a 45-a aniversări de la înființarea Partidului Partidului Comunist din România, pentru merite deosebite în opera de construire a socialismului”[10]
- Ordinul „Meritul Cultural” clasa I (4 mai 1971) „cu prilejul aniversării a 50 de ani de la constituirea Partidului Comunist Român, [...] pentru merite deosebite în opera de construire a socialismului”[11]
- Ordinul „Tudor Vladimirescu” clasa I (7 mai 1981) „pentru rezultatele obținute în îndeplinirea cincinalului 1976–1980, pentru contribuția deosebită adusă la înfăptuirea politicii Partidului Comunist Român de făurire a societății socialiste multilateral dezvoltate în patria noastră, cu prilejul aniversării a 60 de ani de la făurirea Partidului Comunist Român”[12]